# Acacia kosiensis
Acacia kosiensis är en ärtväxtart som beskrevs av P.P.Sw. och Coates Palgr. Acacia kosiensis ingår i släktet akacior, och familjen ärtväxter. Inga underarter finns listade i Catalogue of Life.